# Sóc linh dương Nelson
Sóc linh dương San Joaquin hay Sóc linh dương Nelson, tên khoa học Ammospermophilus nelsoni. là loài động vật có vú trong họ Sóc, bộ Gặm nhấm. Loài này được Merriam mô tả năm 1893, chúng được tìm thấy ở thung lũng San Joaquin, California.

## Hình ảnh

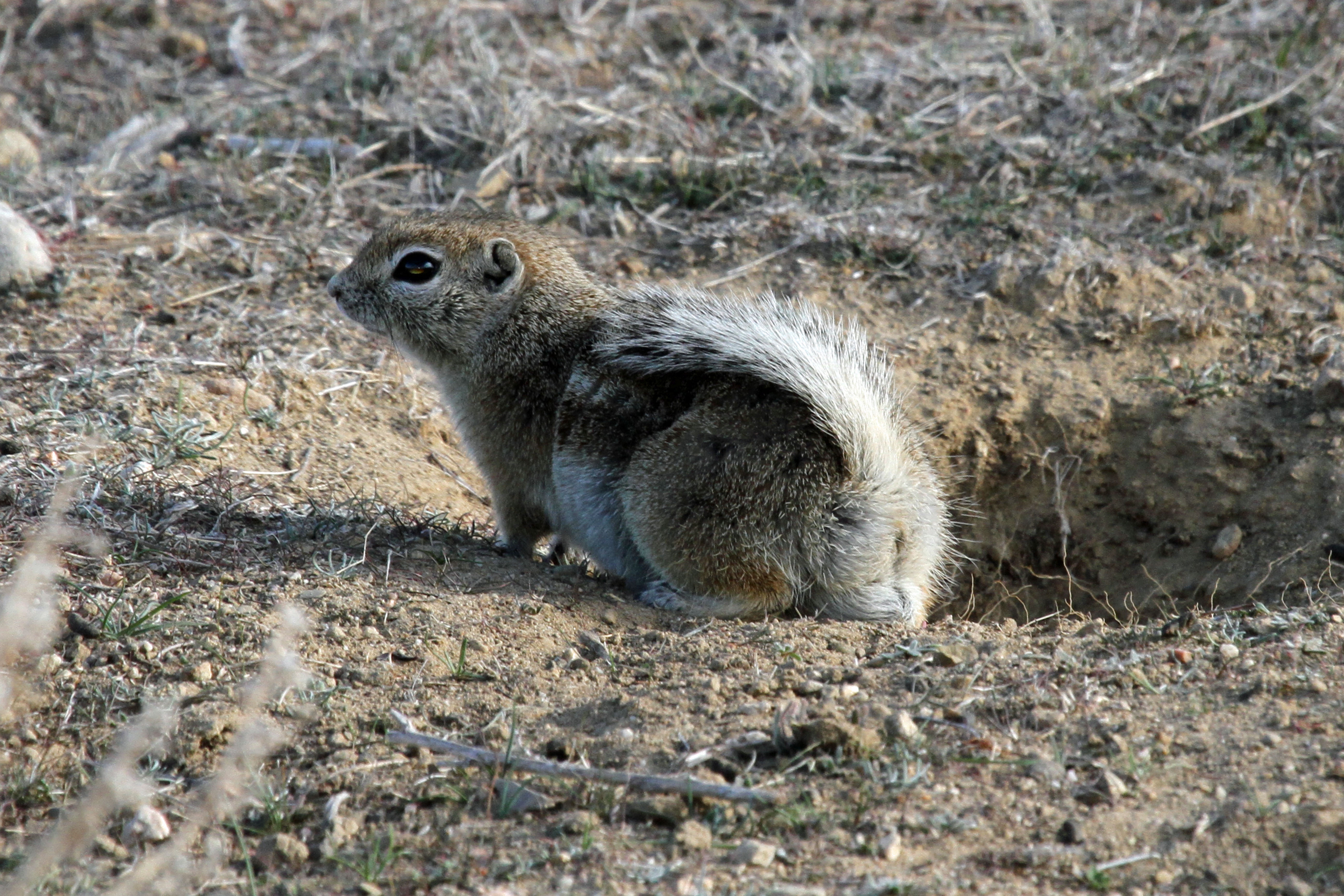